# Interlingua
”Interlingua” kan även beteckna ett abstrakt mellanspråk vid maskinöversättning, men denna betydelse avhandlas inte i denna artikel.
Interlingua är ett internationellt hjälpspråk dock i grunden ett "eurolingua" eftersom det är baserat på det gemensamma ordförrådet i de stora västeuropeiska språken, och med en förenklad grammatik. Det är ett så kallat naturalistiskt, "nylatinskt" språk som är tämligen omedelbart begripligt för talare av dess källspråk. En tillströmning av engelska ord med överensstämmelse mellan stavning och uttal förekommer, men inga ord utanför latinsfären och anglosfären, förutom gamla ord från till exempel arabiska och persiska som lånades in till Europa för hundratals eller tusentals år sedan. Vid sidan av esperanto är det ett av de mera spridda konstgjorda språken.
Det gemensamma språkliga arvet i de moderna språken i Europa och Amerika är av latinskt och grekiskt ursprung. Detta ordförråd har International Auxiliary Language Association sammanställt och standardiserat till språket interlingua.
Interlinguas grammatik är kraftigt förenklad jämfört med de språk som det baseras på. På grund av att ordförrådet till största delen utgörs av ord som är gemensamma för de romanska språken och till ganska stor del även engelskan och andra europeiska språk kan en någorlunda språkligt bildad europé eller amerikan ganska väl följa en teknisk eller vetenskaplig text inom sitt område på interlingua utan särskilda förstudier. Att aktivt tillägna sig språket går relativt fort tack vare den grammatiska förenklingen. En person vars modersmål är italienska, spanska eller portugisiska har inga stora svårigheter att förstå interlingua (men kanske att korrekt tillägna sig det), vilket gör att över en halv miljard människor i Europa och Sydamerika hjälpligt förstår språket, även om de aldrig har hört talas om det.
För folk i Afrika och Asien kan interlingua fungera som en nyckel till de västerländska språken, i dess egenskap av "minsta gemensamma nämnare".
I språkundervisningen i Sverige och andra länder kan det användas som en nyckel till de främmande orden. Det användes med framgång under flera år i gymnasieundervisningen i allmän språkkunskap i Varberg. 

## Ordförråd
Ordförrådet grundar sig i första hand på de mest spridda romanska språken samt engelskan, vars ordförråd också till största delen är av romanskt ursprung, fast det i grunden är ett germanskt språk. Om ett ord förekommer i tre av de fyra källspråksenheterna engelska, franska, italienska och spanska med portugisiska, så är det per definition ett interlingua-ord. Stavningen normaliseras sedan, vilket innebär att man går tillbaka till en gemensam prototyp, ur vilken de olika formerna har utvecklats. Ofta hamnar man då rätt nära den form ordet hade i latinet, men utan latinets grammatiska ändelser.

Exempel: fr livre + it libro + sp libro + pt livro ⇒ interlingua libro (bok).
Ett ord som bara förekommer i två av de fyra källspråksenheterna får ändå vara med om det dessutom finns i tyska eller ryska.

Exempel: fr fenêtre + it finestra + ty Fenster ⇒ interlingua fenestra (fönster).
Villkoret att ett ord "finns" i ett visst språk innebär inte nödvändigtvis att det måste återfinnas i sin grundform; det räcker med att ordstammen finns med i någon avledning.

Exempel: en canine (adj. hund-) + fr chien + sp can/canino + it cane ⇒ interlingua can (hund).

## Grammatik
Grammatiken är mycket enkel och regelbunden. Många svårigheter som studenter av främmande språk brukar kämpa med saknas: kasusformer saknas och genussystem saknas hos de inanimata substantiven; plural bildas regelbundet; adjektiven är oböjliga; personböjning hos verben saknas; starka verb saknas. Kasus och genus hos pronomen finns dock. Syntaxen är baserad på de romanska språken. Le är bestämd form i både singularis och pluralis.

## Historia
Interlingua utvecklades av IALA, International Auxiliary Language Association, som var verksam under åren 1924 - 1951. Interlingua präglades främst av Alexander Gode, som ledde IALA från 1946. År 1951 publicerades två böcker, Interlingua-English Dictionary (Alexander Gode), Interlingua Grammar (Alexander Gode och Hugh E. Blair). Dessa följdes av en självinstruerande lärobok, Interlingua a Prime Vista (Alexander Gode, 1954). Ursprungligen innehöll språket omkring 27 000 ord, men genom att följa IALA:s ovan beskrivna principer har man efterhand utvidgat ordförrådet väsentligt, och det växer alltjämt.

## Rörelse
Världsinterlinguaunionen, UMI (Union Mundial pro Interlingua), har representanter och medlemmar från fem kontinenter. I Sverige finns Svenska Sällskapet för Interlingua som har verkat för språkets spridning genom att ta fram läroböcker och kurser, anordna konferenser etc. Det finns även en omfattande litteratur på interlingua, både översatta verk och originalverk.
Åsikten att ett enkelt neutralt språk behövs förs fram med hänvisning till det stora antalet officiella språk i EU och de språkliga och teckenmässiga svårigheterna på Internet, där ny teleteknik ofta inte tillgodoser det mångspråkiga behovet.

## Textexempel
"Fader vår" på interlingua

Nostre Patre, qui es in le celos,

que tu nomine sia sanctificate;

que tu regno veni;

que tu voluntate sia facite

super le terra como etiam in le celo.

Da nos hodie nostre pan quotidian,

e pardona a nos nostre debitas

como nos pardona a nostre debitores,

e non duce nos in tentation,

sed libera nos del mal.

Några fraser
Hej
Bon die! Salute! (när man träffar på någon):
Holla! (för att påkalla uppmärksamhet)
Vide! (för att uttrycka förvåning)
Hallo! (i telefon)
Med vänlig hälsning
A vostre sanitate! A vostre salute!
Hur mår Ni?
Como sta vos?
Hur mår du?
Como sta tu?
Mycket bra, tack. Och Ni
Multo ben, gratias. E vos?
Var kommer du ifrån?
De ubi veni?
Jag kommer från…
Io veni de…
Var snäll och säg det igen.
Dice que de novo, per favor.
Var är toaletten?
Ubi es le w.c.? Ubi es le lavatorio?
Vill Ni/du dansa med mig
Amarea nos/tu dansar con me?
Jag älskar dig/honom/henne
Te/le/la ama
julhelg/ridván
festa de Natal, festa de Ridván
ju mer jämlikhet desto mer fred
plus equalitate plus pace
Några korta, vanliga ord

- alltid – semper,sempre
- att – que
- av – de, per
- du – tu; dig – te; din – tu
- då (= när) – quando
- eller – o
- från – de, ab
- han – ille; honom – le; hans – su
- hej! – hallo!, holla!, salute!, salve!
- hejdå – vale
- hon – illa; henne – la; hennes – su
- hos – apud
- hur? – como?; hur mår du? – como sta tu?
- hur mycket? – quanto?
- hur många? – quante?
- hurdan?, vad för slags? – qual?
- i (preposition) – in, a; är han i Sverige? – es ille in Svedia?
- i (adverb) – intra, intro; jag är redan i! – io es ja intro!
- idag – hodie, igår – heri, i morgon – deman
- ifall – si, in caso que
- in, in i – in, intus
- inte – non; inte ens – non mesmo; inte sant? – nonne?*
- ja – si; jaså? – ah si?, vermente?
- jag – io; mig – me; min – mi
- ju – ya
- med – con, per; tillsammans med – con
- med (=också) – anque, etiam; till och med – mesmo
- medan – dum, durante que
- meddelande – message, aviso
- mellan – inter; mellanfolklig – international
- men – sed, ma, mais
- mer – plus; gammal, äldre, äldst – vetere, plus vetere, le plus vetere
- nej – no; neka – negar
- ni – vos; er – vos; er(an) – vostre
- nu – nunc, ora
- ny – nove, nyare, nyast – plus nove, le plus nove
- när? – quando?
- och – e; och så vidare – et cetera, etc
- på – a, super, sur; på grund av – a causa de; på svenska – in svedese
- se här! kolla! – ecce!
- som, vilken, vilka (om person som i engelskans "who") – qui; vem är hon? – qui es illa?
- som, vilken, vilket, vilka (i övriga fall som i engelskans "which") – que; så snart som – si tosto que
- som (i jämförelser) – como, quam; lika stort som – tanto grande como, tanto grande quam
- ty, därför att – nam, perque
- usch! – uf!
- ut –  foras, foris
- utan – sin
- var?, var någonstans? – ubi?
- vi – nos, oss – nos, vår(an) – nostre
- vid – a

## Jämförelse med esperanto
Den viktigaste skillnaden mellan interlingua och esperanto är att interlingua hör till den naturalistiska skolan bland de konstgjorda språken, medan esperanto hör till den schematiska skolan. Detta innebär att interlingua utformats så att likheten med de språk det grundar sig på (engelska och de romanska språken) vad gäller ordbildning och grammatik blir så stor som möjligt. Esperanto har snarare utformats för maximal regelbundenhet, vilket gör att dess ordbildning och grammatik avviker mera från de naturliga språken.